# Петља
Петља је одомаћен назив којим се описује и дефинише најбржа и најбезбеднија врста раскрснице у два или више нивоа у друмском саобраћају. Може бити на било којој врсти пута а најчешће се појављује на ауто-путу и мотопуту. Петља мора да се састоји од: надвожњака или подвожњака, траке за убрзавање (за укључивање на пут у оба смера) и траке за успоравање (за искључивање са пута у оба смера).
С обзиром на то да је због надвожњака или подвожњака петља раскрсница ван нивоа, једино уз помоћ ње ауто-путеви и мотопутеви могу да се директно укрштају са другим путевима. Петља се зове овако јер су путеви који се међусобно укрштају на овај начин ’упетљани’. Петља је и најскупља за изградњу и највећа врста раскрснице. Због тога се већина путева не укршта у њој.